# One Way or Another
Singles de Blondie
Sunday Girl
(1979) Dreaming
(1979)
One Way or Another est une chanson du groupe américain Blondie.

## Information sur la chanson
Écrite par Debbie Harry et Nigel Harrison pour le troisième album du groupe, Parallel Lines (1978), la chanson est en single aux États-Unis après Heart of Glass. One Way or Another s'est classée 24e dans le Billboard Hot 100. Bien qu'elle ne soit jamais officiellement sortie en single au Royaume-Uni et d'autres pays, la chanson reste l'une des chansons les plus populaires du groupe dans le monde entier. Le magazine Rolling Stone a classé la chanson # 305 sur sa liste des 500 plus grandes chansons de tous les temps.
La chanson est aussi dans les films Little Darlings (1980), Carpool (1996), Beverly Hills Ninja (1997), Donnie Brasco (1997), Coyote Girls (2000), Lolita malgré moi (2004) et Ready Player One (2018) ainsi que les séries télévisées Veronica Mars,et Stalker  Elle est également jouée dans le générique de fin du film Le Fils de Chucky. Elle apparait également dans le jeu vidéo Driver: Parrallel Lines.
La chanson est la chanson-titre de Sugar Rush. 
La chanson est un titre jouable sur Rock Band 2, Guitar Hero: World Tour et Guitar Hero: On Tour Decades. 
Cette chanson est également en vedette dans plusieurs publicités Swiffer en 2004. 
La chanteuse Mandy Moore a enregistré une reprise pour le film Aquamarine (2006). La chanson a également été abordée en 1998 par l'actrice Melissa Joan Hart pour un épisode (saison 2 épisode 18) de sa série TV, Sabrina, l'apprentie sorcière. Elle a été publiée plus tard cette année-là sur l'album de la BO de la série.
Elle est reprise en 2003 par Sophie Ellis-Bextor et en 2013 par le groupe One Direction dans le cadre du Red Nose Day. Elle a été reprise par le groupe Until the Ribbon Breaks en 2014 et a été notamment diffusée dans la série américaine Stalker. Cette chanson est également apparue dans l'épisode 21 de la saison 15 des Simpson.
En 2022, elle est également interprétée par Winifred Sanderson (Bette Midler) l’une des sorcières de Salem dans HOCUS POCUS 2.